# KF Vllaznia Shkodër
A KF Vllaznia Shkodër egy albán labdarúgócsapat Shkodrában, jelenleg az albán labdarúgó-bajnokság élvonalában szerepel.

## Története
A csapatot 1919. február 16-án alapították. 1929-ben a klub elnevezése Bashkimi Shkodran volt. A ligában először 1930-ban debütáltak. 1958-ban névváltoztatás történt KS Vllazniára. Az 1978–79-es BEK-ben sikerült hazai pályán 2–0-ra megverni az osztrák Austria Wien-t, de összesítésben 3–4-re kikapott a csapat. Az 1987–88-as KEK-ben az első körben sikerült legyőzni a máltai Sliema Wanderers-t mindkét mérkőzésen. 2006 nyarán az 1974-ben KEK-győztes 1. FC Magdeburg edzője, a német Uli Schulze lett az edző. Őt később Mirel Josa váltotta.

## Sikerei
- Albán labdarúgó-bajnokság (Kategoria Superiore)
  - Bajnok (9 alkalommal): 1945, 1946, 1972, 1974, 1978, 1983, 1992, 1998, 2001
  - Ezüstérmes (11 alkalommal): 1932, 1933, 1936, 1937, 1947, 1949, 1975, 1997, 1999, 2003, 2009
  - Bronzérmes (17 alkalommal): 1930, 1931, 1934, 1948, 1950, 1952, 1970, 1971, 1976, 1977, 1980, 1985, 1987, 1991, 2004, 2007, 2011

- Albán kupa (Kupa e Shqipërisë)
  - Győztes (6 alkalommal): 1965, 1972, 1979, 1981, 1987, 2008
  - Ezüstérmes (8 alkalommal): 1939, 1966, 1968, 1970, 1986, 1999, 2006, 2010

- Albán szuperkupa
  - Győztes (2 alkalommal): 1998, 2001
  - Ezüstérmes (1 alkalommal): 1992, 2008

## Nemzetközi eredményei
| Szezon  | Kupa                         | Kör                  | Ország       | Klub                | Hazai mérkőzés | Idegenbeli mérkőzés |
| ------- | ---------------------------- | -------------------- | ------------ | ------------------- | -------------- | ------------------- |
| 1978/79 | Bajnokcsapatok Európa-kupája | Első kör             | Ausztria     | Austria Wien        | 2-0            | 1-4                 |
| 1987/88 | Kupagyőztesek Európa-kupája  | Első kör             | Málta        | Sliema Wanderers    | 2-0            | 4-0                 |
|         |                              | Második kör          | Finnország   | RoPS                | 0-1            | 0-1                 |
| 1991/92 | UEFA-kupa                    | Első kör             | Görögország  | AEK Athén FC        | 0-1            | 0-2                 |
| 1998/99 | UEFA-bajnokok ligája         | Selejtezőkör         | Grúzia       | SZK Dinamo Tbiliszi | 3-1            | 0-3                 |
| 1999/00 | UEFA-kupa                    | Selejtezőkör         | Szlovákia    | Spartak Trnava      | 1-1            | 0-2                 |
| 2000    | Intertotó-kupa               | Első kör             | Ciprus       | Nea Salamis         | 1-2            | 1-4                 |
| 2001/02 | UEFA-bajnokok ligája         | Első selejtezőkör    | Izland       | KR Reykjavík        | 1-0            | 1-2                 |
|         |                              | Második selejtezőkör | Törökország  | Galatasaray         | 1-4            | 0-2                 |
| 2003/04 | UEFA-kupa                    | Selejtezőkör         | Skócia       | Dundee FC           | 0-2            | 0-4                 |
| 2004    | Intertotó-kupa               | Első kör             | Izrael       | Hapoel Beer Sheva   | 1-2            | 3-0                 |
|         |                              | Második kör          | Horvátország | NK Slaven Belupo    | 1-0            | 0-2                 |
| 2007    | Intertotó-kupa               | Első kör             | Horvátország | NK Zagreb           | 1-0            | 1-2                 |
|         |                              | Második kör          | Törökország  | Trabzonspor         | 0-4            | 0-6                 |
| 2008/09 | UEFA-kupa                    | Első selejtezőkör    | Szlovénia    | FC Koper            | 0-0            | 2-1                 |
|         |                              | Második selejtezőkör | Olaszország  | S.S.C. Napoli       | 0-3            | 0-5                 |
| 2009/10 | Európa-liga                  | Első selejtezőkör    | Írország     | Sligo Rovers        |                | 2-1                 |

## Jelenlegi keret
| #  |              | Poszt | Név              |
| -- | ------------ | ----- | ---------------- |
| 1  | Albánia      | K     | Armir Grimaj     |
| 2  | Albánia      | V     | Dritan Smajli    |
| 3  | Albánia      | V     | Suad Lici        |
| 4  | Albánia      | CS    | Xhevahir Sukaj   |
| 5  | Albánia      | V     | Safet Osja       |
| 6  | Horvátország | V     | Marko Bašic      |
| 8  | Albánia      | KP    | Amarildo Belisha |
| 9  | Albánia      | CS    | Vioresin Sinani  |
| 10 | Albánia      | KP    | Albert Kaçi      |
| 12 | Albánia      | K     | Gasper Ndoja     |
| 13 | Albánia      | KP    | Erjon Hoti       |
| 16 | Albánia      | CS    | Jasmin Rraboshta |
| 18 | Albánia      | V     | Elvin Beqiri     |
| 20 | Koszovó      | KP    | Ilir Nallbani    |
| 22 | Albánia      | V     | Edmond Doçi      |

| #  |              | Poszt | Név              |
| -- | ------------ | ----- | ---------------- |
| 24 | Ghána        | KP    | James Boadu      |
| 31 | Albánia      | K     | Olti Bishani     |
| 32 | Albánia      | KP    | Ndriçim Shtubina |
| 36 | Horvátország | V     | Mirko Plantic    |
|    | Albánia      | V     | Indrit Myrtja    |
|    | Albánia      | V     | Edon Hasani      |
|    | Albánia      | V     | Armand Kola      |
|    | Albánia      | V     | Elvis Kraja      |
|    | Albánia      | KP    | Paulin Dhëmbi    |
|    | Albánia      | KP    | Ervin Rexha      |
|    | Ghána        | KP    | Adamu Mohammed   |
|    | Albánia      | CS    | Bekim Balaj      |
|    | Albánia      | CS    | Arlind Piranaj   |
|    | Csehország   | CS    | Miroslav Kousal  |
|    | Albánia      | CS    | Nevian Cani      |

## Híres játékosok
Lutz Pfannenstiel

## Fordítás
- Ez a szócikk részben vagy egészben  a   KS Vllaznia Shkodër című angol Wikipédia-szócikk ezen változatának fordításán alapul.  Az eredeti cikk szerkesztőit annak laptörténete sorolja fel. Ez a jelzés csupán a megfogalmazás eredetét és a szerzői jogokat jelzi, nem szolgál a cikkben szereplő információk forrásmegjelöléseként.